# 阿尼亚克
阿尼亚克（法語：Agnac，法語發音：[aɲak]）是法国洛特-加龙省的一个市镇，属于马尔芒德区。

## 地理
阿尼亚克（44°38'33"N, 0°23'10"E）面积13.84 平方千米，位于法国新阿基坦大区洛特-加龍省，该省份为法国西南部内陆省份，北起多爾多涅省，西接吉倫特省和朗德省，南至热尔省，东临塔恩-加龙省和洛特省。
与阿尼亚克接壤的市镇（或旧市镇、城区）包括：埃梅、布尔古尼亚格、鲁马涅、圣帕尔杜-伊萨克、德罗河畔拉索沃塔。

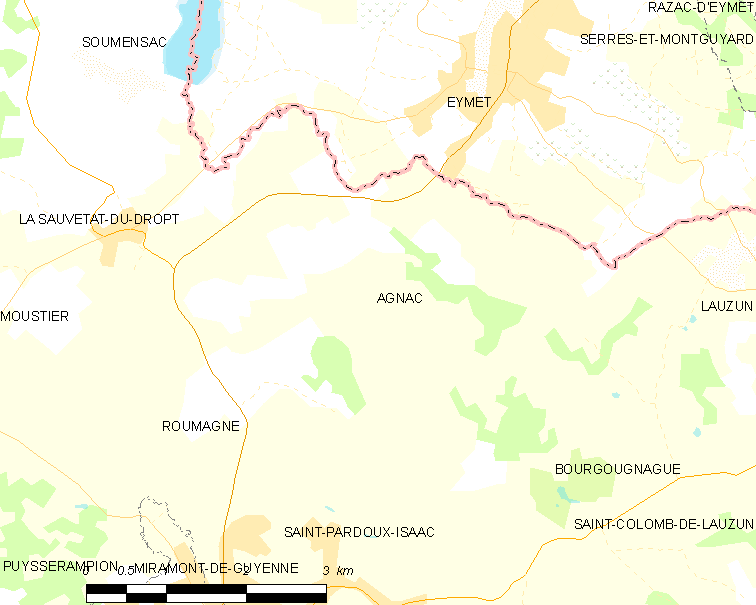
阿尼亚克的OSM定位图

阿尼亚克的时区为UTC+01:00、UTC+02:00（夏令时）。

## 行政
阿尼亚克的邮政编码为47800，INSEE市镇编码为47003。

## 政治
阿尼亚克所属的省级选区为德罗河谷县。

## 人口

1962-2008年间阿尼亚克人口变化图示

阿尼亚克于2022年1月1日时的人口数量为476人。